# Envoyés très spéciaux
Pour plus de détails, voir Fiche technique et Distribution.
Envoyés très spéciaux est un film français réalisé par Frédéric Auburtin en 2009. Le film met en scène Gérard Jugnot et Gérard Lanvin. Les personnages secondaires sont joués par Omar Sy, Valérie Kaprisky, Anne Marivin, Serge Hazanavicius, Bertrand Lacy, Guillaume Durand, Frédérique Tirmont, Laurent Gerra et Farouk Bennaleg.

## Synopsis
R2i, grande radio nationale, envoie deux reporters couvrir la guerre d'Irak : le séduisant journaliste Frank Bonneville et son « poissard » ingénieur du son Albert Poussin. 
Des millions d'auditeurs suivent les aventures des deux reporters qui, à la suite d'une étourderie de Poussin (qui a jeté dans un camion-poubelle, par mégarde, une enveloppe contenant les billets d'avion et 20 000 euros en espèces, destinés au voyage), n'ont en réalité, jamais quitté Paris. 
Cachés dans la capitale, en plein cœur du 18e arrondissement, les deux hommes essayent néanmoins d'assurer un minimum avec du matériel de fortune, et s'inspirent des informations internationales afin de réaliser leurs propres « reportages ». Pour rendre leur histoire la plus crédible possible, ils amplifient le canular au fur et à mesure que la situation se complique. 
Surmédiatisés, ils entrent alors dans un terrible engrenage.

## Fiche technique
- Réalisation : Frédéric Auburtin
- Scénario : Simon Michaël et Jacques Labib
- Production : Manuel Munz
- Photographie : Pierre Aïm
- Musique : Jean-Yves D'Angelo[1]
- Décors : Jean-Luc Raoul
- Costumes : Karen Muller Serreau
- Photo : Pierre Aïm
- Montage : Beatrice Herminie
- Production : Manuel Munz, Bénédicte Bellocq (déléguée)
- Distribution : EuropaCorp Distribution
- Format : 1.85 : 1 • 35mm
DTS • Dolby Digital
- Pays :  France
- Langue : français, anglais, arabe
- Dates de sortie : 
  -  Belgique;   France : 21 janvier 2009

## Distribution
- Gérard Lanvin : Frank Bonneville
- Gérard Jugnot : Albert Poussin
- Valérie Kaprisky : Françoise Poussin
- Anne Marivin : Claire Monier
- Omar Sy : Jimmy
- Farouk Benhaleg : Kader
- Serge Hazanavicius : Jacques Maillard
- Cécile Cazeaux : la secrétaire de Maillard
- Bertrand Lacy : Ravier
- Zelda Attali : Virginie, la secrétaire
- Pétronille Moss : la comptable
- Jean-François Chauvet : Armand, le chauffeur
- Matthew Géczy : Baker, le reporter américain
- Thomas Caplain : le photographe de presse du Journal du dimanche
- Christophe Baillargeau (image) / Didier Gustin (voix) : Nicolas Sarkozy
- Frédérique Tirmont : la Ministre des Affaires étrangères
- Philippe Vieux : le général Bordier
- Stéphanie Bataille : Mme Brocard, députée de l'Oise
- Guillaume Durand : Régis Roche
- Laurent Gerra : Francis Bunel
- Sören Prévost : l'employé du change
- André Le Cras : Delasalle
- Yann Pradal : le barman de la fête
- Patrick Bordier : le patron du bistrot
- Michel Munz : le collègue du bistrot
- Bing Yin : Chang
- Nidal Saab : le kiosquier
- Eric Descargues : le reporter de la télé
- Eric Naggar : l’écrivain Jean Kowalsky
- Reza Afchar-Naderi : le représentant du Croissant-Rouge
- Christophe de la Taille : le responsable de l'association
- Etienne Bartholomeus : le bénévole de l'association
- Daniel Topic : le photographe de mode
- Alexandre Sauvageot : le styliste
- Angélique Boyon : un mannequin
- Sophie Ducasse : un mannequin
- Marie Deramble : la cheffe de chœur
- Sébastien Séveau : le chauffeur de taxi d'Albert
- Jean-Claude Lagniez : le chauffeur de taxi de Franck
- Abdlah El Ahzari : le chauffeur bédouin
- Niddal El Mellouhi : le garde baffeur
- Mohamed Bastaoui : le chef des bandits
- François Alquier : le journaliste de R2i

. Lou Angonin : petite fille

## Analyse

### Erreurs et incohérences
- Bien que leurs noms et leurs visages soient devenus mondialement connus, les deux protagonistes arrivent à passer de nombreuses frontières avec leurs passeports. Le fait aussi de prendre deux taxis à Paris sans qu'un des conducteurs au moins reconnaisse Albert Poussin ou Frank Bonneville, alors que leurs visages apparaissent quotidiennement à la télé et dans les journaux, est peu vraisemblable.

## Autour du film
- Le personnage joué par Gérard Jugnot, Albert Poussin, devait à l'origine s'appeler Albert Piteux, le vrai nom de l'ingénieur du son qui a inspiré le personnage[2].
- Simon Michaël et Jacques Labib, les scénaristes, ont été respectivement membre de la Brigade anti-terroriste et grand reporter pour RTL.
- Dans une scène coupée, disponible sur le DVD du film, on peut voir le personnage d'Albert Poussin conduire la Citroën SM présidentielle de Georges Pompidou, gracieusement prêtée par le gouvernement français[3].
- Également sur le DVD, on peut retrouver des « messages de soutien » aux otages Frank Bonneville et Albert Poussin. Ainsi on retrouve des messages de : Jean Reno, Dany Boon, Jack Black, Gael García Bernal, Akhenaton et Imhotep du groupe IAM, Éric et Ramzy, Jean-Claude Van Damme, Kad Merad, Michel Gondry, Monica Bellucci, Daniel Auteuil, Olivier Marchal, Omar Sy et Philippe Gildas[4].
- Albert Poussin ne collectionne pas que les Citroën. Il collectionne aussi les motos apparemment, dont une Triumph Bonneville.
- Un remake a été réalisé par Ricky Gervais en 2016 sous le titre Special Correspondents avec Ricky Gervais et Eric Bana dans les rôles principaux.